# Emile Hertling Péronard

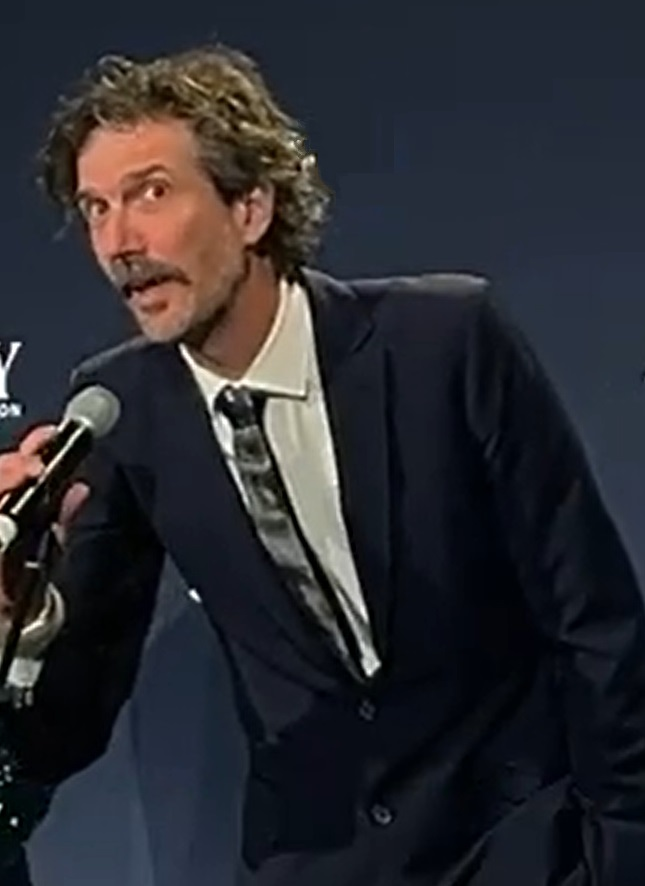
Emile Hertling Péronard, 2024 bei den Canadian Screen Awards

Emile Hertling Péronard (* 30. Mai 1979 in Kopenhagen) ist ein grönländisch-dänischer Filmproduzent.

## Leben
Émile Hertling Péronard ist der Sohn des Dänen Paul-Philippe Péronard (* 1950), dessen Urgroßvater ein französischer Emigrant war, und der Schulleiterin Gitte Hertling (* 1954). Über seine Mutter ist er ein Enkel des grönländischen Politikers Knud Hertling (1925–2010). Er ist mit der Künstlerin Bolatta Silis-Høegh (* 1981) verheiratet, Tochter des Fotografen Ivars Sīlis (* 1940) und der Künstlerin Aka Høegh (* 1947). Das Paar hat zwei Kinder.
Seine Produktionsgesellschaft ánorâĸ film, die er gemeinsam mit seinem Schwager Inuk Silis-Høegh betreibt, hat ihren Sitz in Nuuk und Kopenhagen. Er produzierte den Musikfilm Sumé – The Sound of a Revolution über die grönländische Band Sumé, die in den 1970er und 1980er Jahren eine wichtige Rolle für die Autonomiebewegung spielten. Der Film hatte seine Premiere auf der Berlinale 2015 and wurde auf über 80 weiteren Festivals präsentiert. Emile Hertling Péronard war auch Koproduzent des Films Lykkelænder von Lasse Lau, dem preisgekrönten Film des Internationalen Kopenhagener Dokumentarfilmfestival CPH:DOX 2018, und des Films Aquarela von Wiktor Kossakowski (2018).
Emile Hertling Péronard ist ein wichtiger Akteur bei der Entwicklung des grönländischen Films. Er ist Mitglied der Vereinigung der grönländischen Filmemacher FILM.GL und des Arctic Indigenous Film Fund sowie der Vereinigungen Arctic Chills und Stories from the Ice von Filmproduzenten und -regisseuren in der gesamten Arktisregion.